# Chriolepis
Chriolepis là một chi của Họ Cá bống trắng

## Các loài
Chi này hiện hành có các loài sau đây được ghi nhận:
- Chriolepis atrimelum W. A. Bussing, 1997
- Chriolepis benthonis Ginsburg, 1953 (Deepwater goby)
- Chriolepis bilix Hastings & Findley, 2013[2]
- Chriolepis cuneata W. A. Bussing, 1990 (Rail goby)
- Chriolepis dialepta W. A. Bussing, 1990
- Chriolepis fisheri Herre, 1942 (Translucent goby)
- Chriolepis lepidota Findley, 1975
- Chriolepis minutillus C. H. Gilbert, 1892 (Rubble goby)
- Chriolepis tagus Ginsburg, 1953 (Mystery goby)
- Chriolepis vespa Hastings & Bortone, 1981 (Wasp goby)
- Chriolepis zebra Ginsburg, 1938